# Redwood City
Pour les articles homonymes, voir Redwood.

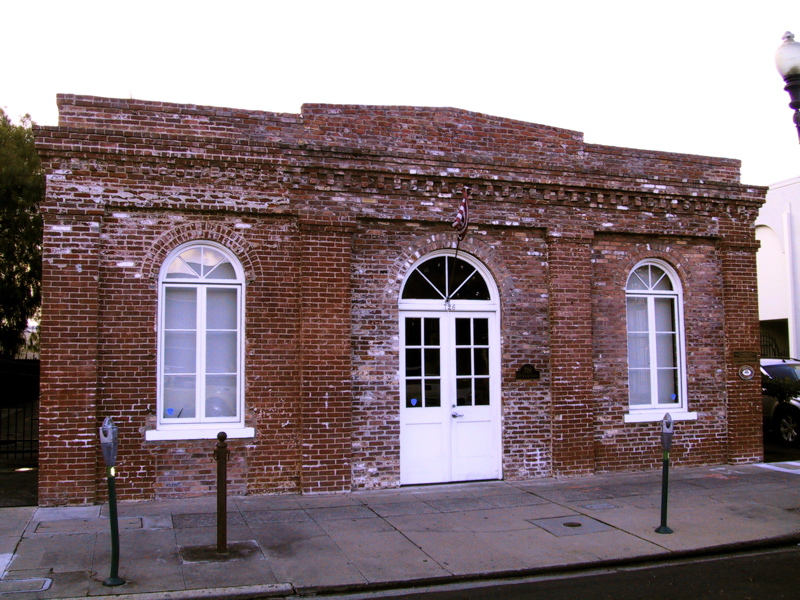
Le Pioneer Store sur Main Street à Redwood City, construit en 1859.

Redwood City est une ville américaine située sur la péninsule de San Francisco, en Californie. Elle est le siège du comté de San Mateo. En 2010, la ville comptait 76 815 habitants. Redwood City possède le seul port de commerce de la baie de San Francisco au sud de San Francisco même. L'artère principale de la ville est Broadway Avenue, même s'il existe aussi une rue nommée Main Street, qui a une intersection avec Broadway. Des arches marquent sur Broadway l'entrée du centre-ville à l'est et à l'ouest, affichant le nom de la ville et sa devise historique, Climate Best by Government Test.

## Géographie
La sphère d'influence de Redwood City inclut les quartiers de Emerald Lake Hills et de North Fair Oaks, même si ces derniers sont situés en dehors des limites de la ville et recensés de façon individuelle. Le quartier de Redwood Shores dépend lui aussi de Redwood City, même s'il faut passer par la ville voisine de San Carlos pour le rejoindre en véhicule. Bien que la population de Redwood City soit pour l'essentiel composée de classes moyennes supérieures, la démographie de la partie orientale de la municipalité est similaire à celle de East Palo Alto en termes d'ethnicité et de revenus.
Les artères de El Camino Real et Woodside Road traversent Redwood City, respectivement selon des axes nord-ouest/sud-ouest et nord-nord-est/sud-sud-ouest, même si la signalisation et les autochtones utilisent respectivement les directions nord/sud et est/ouest, car El Camino Real mène à San Francisco au nord et San José au sud, et Woodside Road rejoint la baie aux monts Santa Cruz. L'autoroute U.S. Route 101 traverse également Redwood City et longe Redwood Shores.

## Climat
Le slogan de Redwood City, inventé dans les années 1920, met en avant le climat ensoleillé mais tempéré de la ville, qui reçoit en moyenne 512 mm de précipitations par an d'après le National Weather Service, qui possède une station à Emerald Hills. La température moyenne est de 25 °C d'avril à septembre, et de 17 °C d'octobre à mars. Le record de froid enregistré date du 11 janvier 1949 avec -9 °C, et le record de chaleur remonte aux 14-15 juillet 1972 avec 43 °C.

## Histoire
Les premiers habitants de la région qui allait plus tard devenir Redwood City étaient les Amérindiens Ohlones, qui peuplaient la région de la baie de San Francisco et les monts Santa Cruz. En 1776, l'endroit est traversé par le colon espagnol Juan Bautista de Anza. D'autres Espagnols s'installent dans la région par la suite, notamment des moines franciscains qui convertissent et utilisent les Amérindiens comme main-d'œuvre.
À la fin du XVIIIe siècle, l'officier Don José Darío Argüello se voit accorder 69 000 acres, délimités au nord par San Mateo Creek, au sud par San Francisquito Creek, à l'est par la baie et s'étendant à l'ouest jusqu'aux chaînes côtières du Pacifique. Il baptise sa propriété Rancho de las Pulgas (le ranch des puces), qui inclut alors ce qui deviendrait plus tard les localités de Belmont, San Carlos, Redwood City, Menlo Park et Woodside. Le fils de Don José, Don Luís Argüello, se voit confirmer en 1822 par le gouvernement mexicain son droit de propriété lorsque l'Espagne accorde son indépendance au Mexique, qui s'étend alors jusqu'au nord de la Californie. Rancho de las Pulgas est alors essentiellement utilisé comme terre de pâturage.
Dans les années 1840, l'afflux d'immigrés américains change radicalement à nouveau le paysage. À la suite de la Guerre américano-mexicaine de 1846-1848, l'ensemble de la Californie devient territoire américain, avant de devenir un État deux ans plus tard. Les Argüello doivent alors défendre leur droit de propriété, une tâche devenue délicate car entretemps, un couloir à bas-fond a été découvert dans la baie, permettant de transporter par voie maritime le bois abattu dans l'intérieur des terres et embarqué à un embarcadère construit près de l'emplacement du centre-ville actuel. L'avocat des Argüello, Simon M. Mezes, parvient à maintenir le droit de propriété de la famille auprès de la Commission des terres américaines en 1853, et il hérite de la propriété par la suite. Plutôt que de tenter de déloger les nombreux squatteurs autour de l'embarcadère, il décide de vendre des parcelles, et baptise l'endroit « Mezesville », mais le surnom de Redwood City restera. La localité continue à se développer grâce à son port où transitent non seulement du bois, mais aussi des céréales et d'autres biens, permettant l'apparition de diverses industries, dont des ateliers de construction navale, des forges et des tanneries.
L'arrivée du chemin de fer en 1863 précipite encore le développement de l'endroit, où affluent de riches San-Franciscains qui y établissent des résidences secondaires. Redwood City devient le 27 mars 1868 la première municipalité à incorporer le comté de San Mateo. La ville continue à prospérer pendant le reste du XIXe siècle, mais le tremblement de terre de 1906 provoque un afflux considérable de population et l'expansion immobilière de la ville.
En 1920, Redwood City compte 5 500 habitants, un chiffre qui va doubler dans la décennie suivante, qui voit aussi l'apparition d'un corps de pompiers et d'une police municipale. L'expansion de la ville commence à s'accélérer dans sa partie occidentale, et le port et le couloir maritime sont élargis pour pouvoir accueillir à la fois des activités de plaisance et des navires de cargo à partir de 1937. Le port loue même deux postes de mouillage à l'U.S. Navy pendant la Seconde Guerre mondiale.
La population explose après la guerre, de 12 400 en 1940 à 46 300 en 1960. La ville annexe quelque 65 km2 de marécages et marais salants, mais pratique une politique de conservation. Bair Island est ainsi établie comme un sanctuaire pour la faune et la flore locales. Les années 1960 voient le développement du quartier de Redwood Shores le long de la baie, qui va accueillir des développements résidentiels mais aussi des entreprises de techniques de pointe.
Ampex, fondée dans la ville voisine de San Carlos, déménage à Redwood City en 1963, où l'entreprise de support d'archivage a toujours son siège. Suivent notamment Oracle dans les années 1980, le développeur de jeux vidéo Electronic Arts, le spécialiste de gestion de données Informatica Corporation et l'entreprise de périphériques informatiques Kensington Technology Group.
Redwood City a été sous le feu de l'actualité nationale de juin à décembre 2004 lorsque la cour de la ville accueille le procès de Scott Peterson.
Le centre-ville, qui malgré la construction de nouveaux bâtiments publics dans les années 1980 et 1990 restait sans vie (donnant à la ville le surnom de Deadwood City que lui accordent certains de ses habitants), a fait l'objet d'une revitalisation agressive en 2006 avec la construction d'un centre commercial comportant notamment un complexe cinématographique, et la rénovation d'une place devant la cour de justice historique, dont seule la structure originelle et la coupole, datant de 1910, ont été conservées. La ville a également installé début 2007 des horodateurs de stationnement fonctionnant à l'énergie solaire.

## Démographie
| Groupe            | Redwood City | Californie | États-Unis |
| ----------------- | ------------ | ---------- | ---------- |
| Blancs            | 60,2         | 57,6       | 72,4       |
| Autres            | 19,5         | 17,0       | 6,2        |
| Asiatiques        | 10,7         | 13,1       | 4,8        |
| Métis             | 5,5          | 4,9        | 2,9        |
| Afro-Américains   | 2,5          | 6,2        | 12,6       |
| Océaniens         | 1,0          | 0,4        | 0,2        |
| Amérindiens       | 0,7          | 1,0        | 0,9        |
| Total             | 100          | 100        | 100        |
|                   |              |            |            |
| Latino-Américains | 38,8         | 37,6       | 16,7       |

Selon l’American Community Survey pour la période 2011-2015, 54,31 % de la population âgée de plus de 5 ans déclare parler l'anglais à la maison, 32,40 % déclare parler l'espagnol, 2,75 % une langue chinoise, 1,73 % le tagalog, 0,81 % le français, 0,74 % le russe, 0,63 % le japonais, 0,61 % l'allemand, 0,60 % l'arabe, 0,56 % l'hindi, 0,51 % l'italien et 4,36 % une autre langue.
| 1870 | 1880  | 1890  | 1900  | 1910  | 1920  |
| ---- | ----- | ----- | ----- | ----- | ----- |
| 727  | 1 383 | 1 572 | 1 653 | 2 442 | 4 020 |

| 1930  | 1940   | 1950   | 1960   | 1970   | 1980   |
| ----- | ------ | ------ | ------ | ------ | ------ |
| 8 962 | 12 453 | 25 544 | 46 290 | 55 686 | 54 951 |

| 1990   | 2000   | 2010   | - | - | - |
| ------ | ------ | ------ | - | - | - |
| 66 072 | 75 402 | 76 815 | - | - | - |

## Jumelages
Zhuhai (Chine)
 Colima (Mexique)
 Ciudad Guzmán (Mexique)
 Aguililla (Mexique)

## Personnalités liées à la ville
- Elise Harmon (1909-1985), physicienne et chimiste américaine, y a habité.
- Neil Young a habité sur les collines à proximité de la ville de 1970 à 2014.